# Gaetano Galbusera
Gaetano Galbusera Fumagalli SDB (ur. 28 sierpnia 1940 w Marasso-Missaglia) – włoski duchowny rzymskokatolicki posługujący w Peru, w latach 2008–2019 wikariusz apostolski Pucallpy.

## Życiorys
Święcenia kapłańskie przyjął 22 grudnia 1967 w zgromadzeniu salezjanów. Po święceniach pracował w zakonnych kolegiach w Arese i Bolonii. W 1987 został przełożonym adriatyckiej inspektorii zakonu, zaś w 1993 wybrano go radnym inspektorii Lombardia-Emilia. W 1997 wyjechał do Peru i objął funkcję rektora seminarium w Pumallucay.
18 lipca 2007 został mianowany koadiutorem wikariusza apostolskiego Pucallpy ze stolicą tytularną Mascula. Sakry biskupiej udzielił mu 26 sierpnia 2007 kard. Tarcisio Bertone. 8 września 2008 objął pełnię rządów w wikariacie.
31 lipca 2019 przeszedł na emeryturę.